# Мите Костов
Мите Костов, известен като Кокошински или Кьосето, е български революционер, деец на Вътрешната македоно-одринска революционна организация.

## Биография
Роден е в кумановското село Кокошине, тогава в Османската империя. Влиза във ВМОРО и от 1906 година заедно с Тодор Сопотски оглавява 20-членна чета, действаща в Кумановско. Загива в сражение с турци на 6 май 1912 година в местността Широката нива, под връх Руен в Осогово.
Има четирима синове Панчо, удушен от сръбските власти в Нишкия затвор и хвърлен в река Нишава, Димитър и Славчо, убити на 15 октомври 1926 година от сръбската банда на Блажо Довезенски, след като са отслужили военната си служба. Съпругата му Параскева живее и след това в селото, а най-малкият син Арсен емигрира в САЩ.